# Озерки (Мелеузівський район)
Озерки́ (рос. Озёрки, башк. Озерки) — присілок у складі Мелеузівського району Башкортостану, Росія. Входить до складу Шевченківської сільської ради.
Населення — 127 осіб (2010; 134 в 2002).
Національний склад:
- росіяни — 52%
- українці — 42%